# Brzeziny (Zakopane)
Brzeziny – niewielka polana położona wśród lasów przy drodze Oswalda Balzera, łączącej Zakopane i Jaszczurówkę z Morskim Okiem w Tatrach Wysokich.
Brzeziny położone są na wysokości 1024 m n.p.m., ok. 500 m od Toporowego Stawu Niżniego i miejsca nieopodal wylotu Doliny Suchej Wody Gąsienicowej, w którym Sucha Woda zmienia kierunek z północnego na wschodni. Znajdują się 8,2 km od Zakopanego, przy skrzyżowaniu drogi Oswalda Balzera z drogą do wsi Murzasichle, w granicach Tatrzańskiego Parku Narodowego (obszar ochrony ścisłej Toporowe Stawy).
Na polanie stoi leśniczówka, należąca niegdyś do dóbr Szaflary. Leśniczym był w niej przez 26 lat Władysław Pogrzeba. Na wschód od leśniczówki (400 m szosą, na wysokości 1005 m) na południe odbija droga na Halę Gąsienicową zamknięta dla ruchu drogowego i oznaczona czarnymi znakami szlaku turystycznego. Przy leśniczówce znajduje się przystanek autobusowy. Na zachód od polany przepływa mający tu swoje źródło Chowańców Potok, dopływ Porońca.

## Szlaki turystyczne
Brzeziny – Psia Trawka – schronisko „Murowaniec”. Czas przejścia: 2:15 h, ↓ 1:45 h.

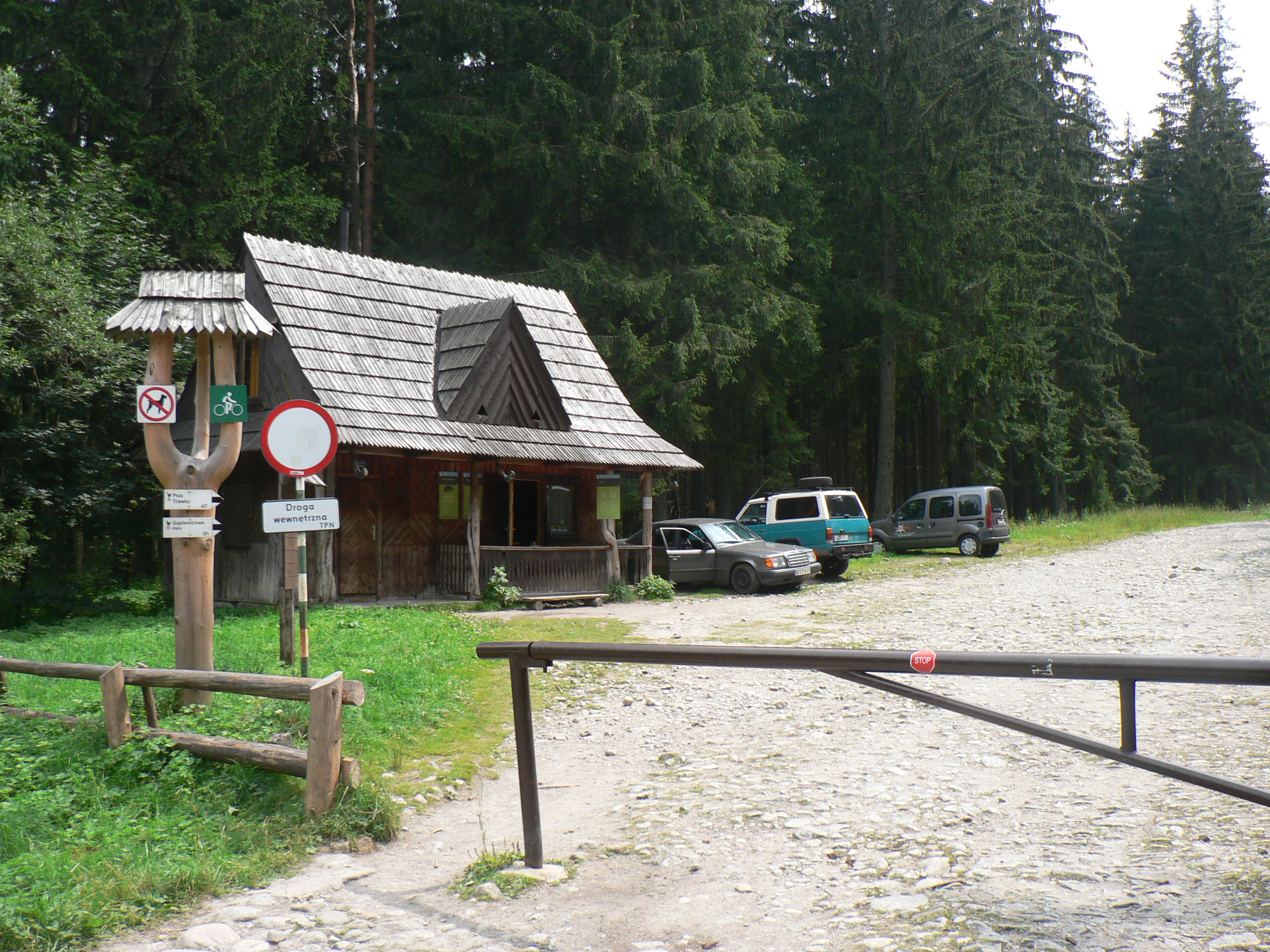
Wejście do TPN